# 姉きとサチとわたし
『姉きとサチとわたし』（あねきとサチとわたし）は、神崎順子による日本の漫画作品。
『なかよし』（講談社）にて連載された。

## 書誌情報
- 『姉きとサチとわたし』（著: 神崎順子、初版発行日 1976年6月5日、KCなかよし〈講談社コミックスなかよし〉）[1]
  - 恋はまちがい電話から／チョコレート♥ラブ／恋よ夢よ剣よ